# Решетиха
Решети́ха — рабочий посёлок (посёлок городского типа) в Володарском районе Нижегородской области России.
Входит в Володарский район, в составе которого представляет собой административно-территориальное образование (рабочий посёлок) и одноимённое муниципальное образование рабочий посёлок Решетиха со статусом городского поселения как единственный его населённый пункт.
Железнодорожные платформы: Жолнино, Решетиха (на линии Москва — Нижний Новгород нового направления Транссиба).

## История

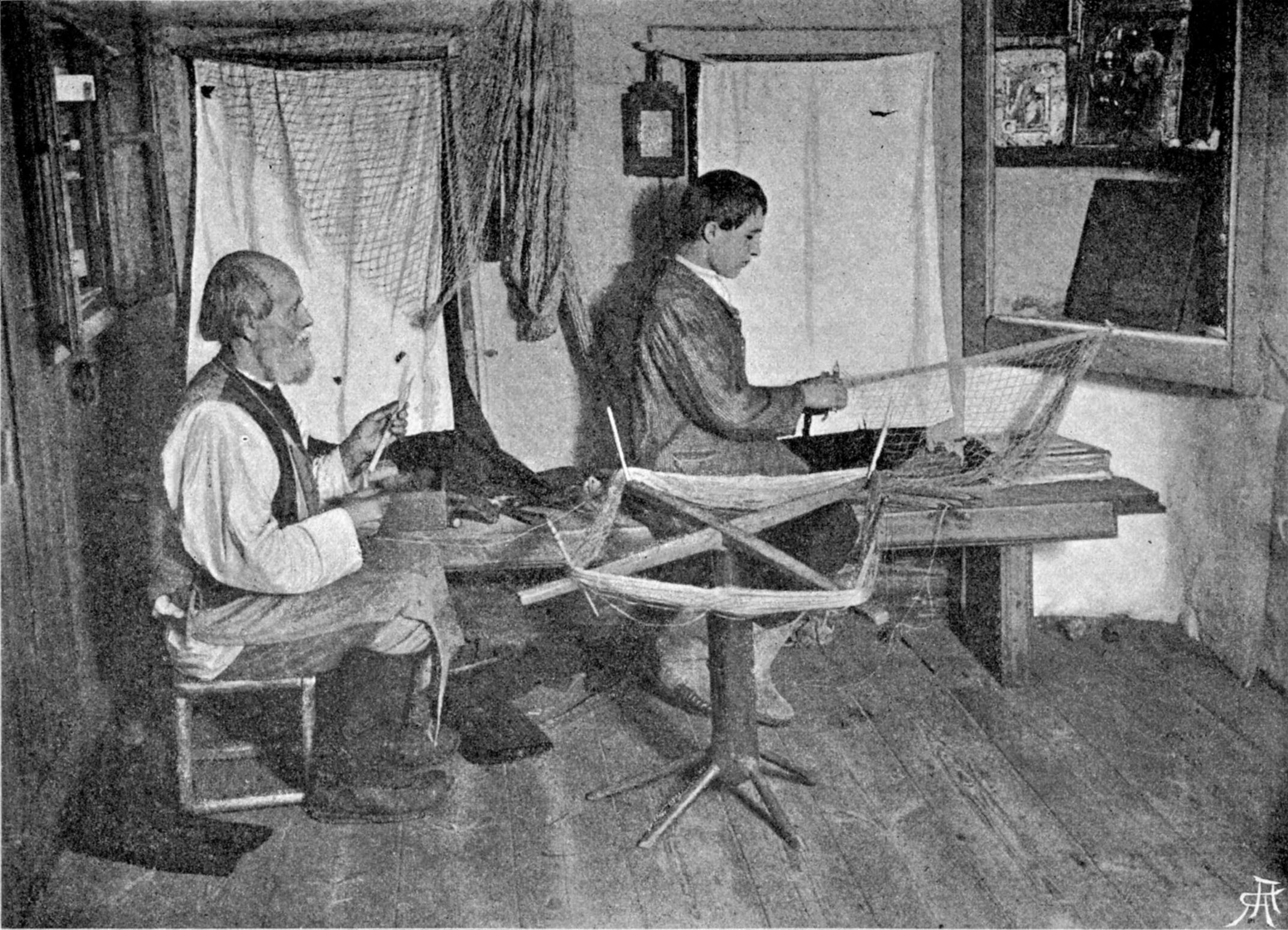
Плетение рыболовных сетей. Деревня Решетиха Балахнинского уезда. 1896 год

Село Решетиха ведёт свою историю с 1810-х годов. В 1908 году в селе начато строительство сетевязальной фабрики, первую продукцию производство дало в 1909 году. Статус посёлка городского типа с 1927 года.

## Население
| 1959  | 1970  | 1979  | 1989  | 1999  | 2002  | 2008  | 2009  | 2010  |
| ----- | ----- | ----- | ----- | ----- | ----- | ----- | ----- | ----- |
| 7394  | ↗7749 | ↗8196 | ↘8165 | ↗8300 | ↘7482 | ↘7061 | ↘6999 | ↘6775 |
| 2011  | 2012  | 2013  | 2014  | 2015  | 2016  | 2017  | 2018  | 2019  |
| ↘6773 | ↗6837 | ↘6826 | ↗6889 | ↘6868 | ↘6806 | ↘6750 | ↘6710 | ↘6643 |
| 2020  | 2021  |       |       |       |       |       |       |       |
| ↘6620 | ↘6513 |       |       |       |       |       |       |       |

## Экономика
В посёлке расположена фабрика по производству сетей и снастей (ОАО «Сетка»).

#### ТОСЭР «Решетиха»
Постановлением Правительства РФ от 12 февраля 2019 года № 128 утверждён статус территории опережающего социально-экономического развития .

## Культура, достопримечательности
В посёлке работают две общеобразовательные  школы, три детских сада, спортивная школа, ежегодно проводятся всероссийские соревнования "Зимняя сказка" (заезды на собачьих упряжках, где соревнуются каюры  со всех уголков России)
В окрестностях Решетихи — два санатория, базы отдыха. Пойма Оки в районе посёлка охраняется как место обитания редких видов флоры и фауны.